# Psidium giganteum
Psidium giganteum är en myrtenväxtart som beskrevs av Joáo Rodrigues de Mattos. Psidium giganteum ingår i släktet Psidium och familjen myrtenväxter. Inga underarter finns listade i Catalogue of Life.